# Face Off!
Face Off! is een videospel voor verschillende platforms. Het spel werd uitgebracht in 1987 voor de Commodore 64. Twee jaar later kwam een versie uit voor de DOS. Het spel is een hockeyspel met het perspectief in de derde persoon. Bij het spel kan een losse wedstrijd of een heel seizoen worden gespeeld. Het spel kan met een of twee spelers simultaan gespeeld worden.

## Platforms
| jaar | platform     |
| ---- | ------------ |
| 1987 | Commodore 64 |
| 1989 | DOS          |

## Ontvangst
| Beoordeeld door | Jaar | Platform | Score |
| --------------- | ---- | -------- | ----- |
| Amiga Format    | 1993 | Amiga    | 70%   |
| Power Play      | 1990 | DOS      | 68%   |
| CU Amiga        | 1991 | Amiga    | 59%   |